# Lijst van beelden in Westervoort
Dit is een (onvolledige) lijst van beelden in de gemeente Westervoort. Onder een beeld wordt hier verstaan elk driedimensionaal kunstwerk in de openbare ruimte van de Nederlandse gemeente Westervoort, waarbij beeld wordt gebruikt als verzamelbegrip voor sculpturen, standbeelden, installaties, gedenktekens en overige beeldhouwwerken.
| Geplaatst | Omschrijving                                           | Kunstenaar                            | Straat                             | Afbeelding |
| --------- | ------------------------------------------------------ | ------------------------------------- | ---------------------------------- | ---------- |
| 1978      | Monument 1250 jaar Westervoort                         | Dick van Duivenvoorde                 | Dorpsplein                         |            |
| 1988      | Het Vrouwtje of To shop                                | Rini Dado                             | Dorpsplein                         |            |
| 1993      | Monument voor de steen of Inundatiekunstwerk / De Boot | Adri Verhoeven                        | Rijndijk                           |            |
| 1994      | Fibonacci                                              | Pjotr van Oorschot                    | Rijndijk                           |            |
| 2000      | Het Schip of Ferry Boat                                | Harald Schole                         | Dorpsplein                         |            |
| 2009      | Het Gemaal / The Pumpingstation (uitkijktoren)         | Rob Sweere                            | Pleijdijk / Veerdam                |            |
| 2016      | Schelp op het Perzische tapijt                         | Marcel Smink                          | Dorpsstraat 109                    |            |
| onbekend  | Landmolding                                            | James Donahue                         | Kleine Pley / Hondsbroeksche Pleij |            |
| onbekend  | Stenen met inscripties                                 | onbekend                              | Kleine Pley / Hondsbroeksche Pleij |            |
| onbekend  | Zonnewijzer (rotondekunst)                             | Werkgroep Beeldende Kunst Westervoort | Klapstraat / Liemersallee          |            |
| 1978      | Straatkunst, graffiti op viaduct                       | Chris Biddle                          | Liemersallee (viaduct)             |            |